# Block Peak
Block Peak är en bergstopp i Antarktis. Den ligger i Östantarktis. Nya Zeeland gör anspråk på området. Toppen på Block Peak är 2 789 meter över havet.
Terrängen runt Block Peak är huvudsakligen lite kuperad. Trakten är obefolkad. Det finns inga samhällen i närheten.